# Saison 2021-2022 de l'USM Alger
Maillots
Chronologie
Saison précédente Saison suivante
La saison 2021-2022 de l'USM Alger est la 44e saison du club en première division algérienne. Le club s'engage en Ligue 1 et en Coupe d'Algérie.

## Résumé de la saison
Achour Djelloul s'est exprimé sur Channel 3, a fait quelques révélations sur les recrutements et les départs. Tout en affirmant que l'USM Alger jouera les premiers rôles la saison prochaine, Djelloul révèle que Denis Lavagne sera le nouvel entraîneur de Soustara. Pour en revenir à l'affaire Antar Yahia, il s'agit avant tout de la relation entre un employeur et un employé. Ajoutez à cela que Yahia a été sanctionné deux fois par la commission de discipline, et pour cela nous avons préféré nous séparer de cet employé. Le 1er septembre, l'USM Alger a signé avec l'ancien joueur Hocine Achiou pour être le nouveau directeur sportif et Azzedine Rahim a été nommé adjoint de Lavagne et Lounès Gaouaoui entraîneur des gardiens. Le 10 septembre s'éteint à l'âge de 93 ans Yacef Saâdi, qui fut l'un des dirigeants du Front de libération nationale pendant la guerre d'indépendance de son pays, président du club dans les années 70 et président d'honneur.
Le 18 octobre, Riyad Mehiaoui, membre du comité scientifique de suivi de l'évolution de la Pandémie de Covid-19 en Algérie, a indiqué que son organisation était favorable au retour des supporters dans les stades, 19 mois après leur absence. Le 20 octobre, Hocine Achiou soupirait de soulagement après que Mazire Soula ait finalement mis fin à son contrat avec l'USMA. Puisque l'effectif compte 27 joueurs, la direction peut qualifier toutes les nouvelles recrues que l'attaquant franco-algérien a refusé de quitter. Après plusieurs rounds de négociation, Achiou et le joueur ne parviennent pas à s'entendre sur une séparation à l'amiable. Ce dernier réclamait d'abord une indemnité couvrant le reste de son bail, qui expire le 28 septembre 2023, afin de signer la résiliation de son contrat. Avant le match du MC Oran, Ouled EL Bahdja a décidé de hisser une banderole en soutien à Hamza Koudri, mais la direction du club les en a empêchés et selon le groupe c'est Achiou qui a refusé, et après s'être heurtés à eux, l'USM Alger a décidé de résilier le contrat avec Denis Lavagne en raison de mauvais résultats. Achiou a déclaré qu'ils ne se précipiteraient pas pour signer un nouvel entraîneur, qui devrait être digne de la philosophie du club, Lavagne a demandé 198 000 euros après résiliation unilatérale du contrat ou pour aller à la FIFA.

« Denis Lavagne précise qu'il a 40 ans dans le monde du professionnalisme, mais qu'il n'a jamais vu un club commencer les préparatifs et le recrutement avec un directeur sportif qui n'a pas de contrat (Tewfik Korichi), partir au bout d'un mois pour nommer une autre personne en sa place (Hocine Achiou), qui n'a aucune expérience ni compétence car il n'a aucun diplôme ni diplôme Il est venu révolutionner l'équipe, touche à tout, pensant qu'il sait tout sur le football. »

Le 26 décembre, l'arrière gauche Mehdi Beneddine a été transféré au LB Châteauroux avec un prêt de six mois. Après avoir gagné contre le Paradou AC, l'entraîneur par intérim Azzedine Rahim a déclaré qu'il ne voulait pas brûler les étapes et que pour être entraîneur principal, il fallait passer par plusieurs étapes. Après la fin de la première étape dirigée par un entraîneur intérimaire pendant plus d'un mois, l'USM Alger a contracté le Serbe Zlatko Krmpotić avec l'adjoint marocain Jamil Benouahi, Krmpotić qui a entraîné plusieurs clubs en Afrique, signera un contrat de 6 mois et pourrait être renouvelé en cas de place au classement de la ligue en fin de saison. Le 15 avril, l'USM Alger a décidé de mettre fin aux services du directeur sportif Hocine Achiou. Interrogé à la radio nationale sur un éventuel retrait du Groupe SERPORT, Achour Djelloul a assuré que l'entreprise publique n'avait pas l'intention de se séparer de l'USM Alger. Trois jours après la défaite contre le MC Oran, Krmpotić a été démis de ses fonctions et l'USM Alger a décidé de s'appuyer sur son adjoint Jamil Benouahi pour terminer la saison.

## Transferts

### Transferts estivaux
| Date         | Nom                    | Poste     | Transfert         | Provenance/Destination | Source |
| ------------ | ---------------------- | --------- | ----------------- | ---------------------- | ------ |
| Arrivées     |                        |           |                   |                        |        |
| 14 août      | Oussama Benbot         | Gardien   | Transfert gratuit | JS Kabylie             | ,      |
| 16 août      | Messala Merbah         | Milieu    | Transfert gratuit | ES Sétif               | ,      |
| 18 août      | Ibrahim Bekakchi       | Défenseur | Transfert gratuit | ES Sétif               | ,      |
| 21 août      | Abderrahmane Meziane   | Attaquant | Transfert gratuit | Espérance de Tunis     | ,      |
| 12 septembre | Brahim Benzaza         | Milieu    | Transfert gratuit | ASO Chlef              | [ 21 ] |
| 16 septembre | Ibrahim Chenihi        | Milieu    | Transfert gratuit | sans club              | ,      |
| Départs      |                        |           |                   |                        |        |
| 25 août      | Zakaria Naidji         | Attaquant | Retour de prêt    | Paradou AC             | [ 24 ] |
| 18 septembre | Anis Khemaissia        | Défenseur | Prêt pour un an   | USM Annaba             | [ 25 ] |
| 18 septembre | Abdelkrim Louanchi     | Attaquant | Transfert gratuit | USM El Harrach         |        |
| 23 septembre | Yacine Aliane          | Attaquant | Prêt pour un an   | RC Arbaâ               |        |
| 23 septembre | Abdelmoumen Sifour     | Gardien   | Prêt pour un an   | RC Arbaâ               |        |
| 24 septembre | Mohamed Reda Boumechra | Milieu    | Transfert gratuit | JS Kabylie             | [ 26 ] |

### Transferts hivernaux
| Date      | Nom          | Poste  | Transfert         | Provenance/Destination | Source |
| --------- | ------------ | ------ | ----------------- | ---------------------- | ------ |
| Arrivées  |              |        |                   |                        |        |
| 8 février | Islam Merili | Milieu | Transfert gratuit | ASO Chlef              | [ 27 ] |
| Départs   |              |        |                   |                        |        |

## Compétitions

### Classement
| Rang | Équipe         | Pts | J  | G  | N  | P  | Bp | Bc | Diff | Qualification ou relégation                                   |
| ---- | -------------- | --- | -- | -- | -- | -- | -- | -- | ---- | ------------------------------------------------------------- |
| 2    | JS Kabylie     | 61  | 34 | 16 | 13 | 5  | 40 | 20 | +20  | Qualification pour la Ligue des champions de la CAF 2022–2023 |
| 3    | JS Saoura      | 60  | 34 | 17 | 9  | 8  | 59 | 23 | +36  | Qualification pour la Coupe de la confédération 2022–2023     |
| 4    | USM Alger      | 57  | 34 | 15 | 12 | 7  | 45 | 22 | +23  | Qualification pour la Coupe de la confédération 2022–2023     |
| 5    | CS Constantine | 55  | 34 | 15 | 10 | 9  | 46 | 29 | +17  |                                                               |
| 6    | Paradou AC     | 54  | 34 | 16 | 6  | 12 | 43 | 36 | +7   |                                                               |

#### Évolution du classement et des résultats
| Rang     | 8 | 3 | 8 | 4 | 3 | 4 | 7 | 9 | 9 | 9 | 8 | 7 | 9 | 9 | 9 | 7 | 4 | 3 | 3 | 5 | 6 | 6 | 6 | 7 | 8 | 8 | 7 | 9 | 8 | 7 | 5 | 4 | 4 | 4 | 0 |   |   |
| Résultat | N | G | D | G | G | N | N | D | N | D | G | G | N | N | G | G | G | G | D | N | N | N | N | N | N | D | G | D | G | G | G | G | G | D | — | — | — |

## Statistiques

### Statistiques collectives
| Compétition | Débute au tour | Termine         | Matches joués | Gagnés | Nuls | Perdus | Buts pour | Buts contre | Différence |
| ----------- | -------------- | --------------- | ------------- | ------ | ---- | ------ | --------- | ----------- | ---------- |
| Ligue 1     | -              | quatrième place | 34            | 15     | 12   | 7      | 45        | 22          | +23        |
| Total       | -              | -               | 34            | 15     | 12   | 7      | 45        | 22          | +23        |

### Statistiques individuelles
(Mis à jour le 17 juin 2022)
| 1  |  | Mohamed Lamine Zemmamouche | 4  | 0 | 1 | 0 | 4  | 0 | 1 | 0 |  |  |  |  |  |  |  |  |
| 16 |  | Alexis Guendouz            | 10 | 0 | 1 | 0 | 10 | 0 | 1 | 0 |  |  |  |  |  |  |  |  |
| 25 |  | Oussama Benbot             | 19 | 0 | 1 | 0 | 19 | 0 | 1 | 0 |  |  |  |  |  |  |  |  |
|    |  |                            |    |   |   |   |    |   |   |   |  |  |  |  |  |  |  |  |
| 2  |  | Houari Baouche             | 18 | 0 | 3 | 0 | 18 | 0 | 3 | 0 |  |  |  |  |  |  |  |  |
| 3  |  | Abderrahim Hamra           | 13 | 1 | 2 | 0 | 13 | 1 | 2 | 0 |  |  |  |  |  |  |  |  |
| 4  |  | Zineddine Belaïd           | 30 | 3 | 6 | 1 | 30 | 3 | 6 | 1 |  |  |  |  |  |  |  |  |
| 5  |  | Mustapha Bouchina          | 19 | 0 | 4 | 1 | 19 | 0 | 4 | 1 |  |  |  |  |  |  |  |  |
| 12 |  | Haithem Loucif             | 23 | 0 | 1 | 0 | 23 | 0 | 1 | 0 |  |  |  |  |  |  |  |  |
| 19 |  | Saâdi Radouani             | 25 | 0 | 1 | 0 | 25 | 0 | 1 | 0 |  |  |  |  |  |  |  |  |
| 20 |  | Mehdi Beneddine            | 1  | 0 | 0 | 0 | 1  | 0 | 0 | 0 |  |  |  |  |  |  |  |  |
| 21 |  | Adem Alilet                | 12 | 1 | 1 | 0 | 12 | 1 | 1 | 0 |  |  |  |  |  |  |  |  |
| 22 |  | Fateh Achour               | 12 | 0 | 0 | 0 | 12 | 0 | 0 | 0 |  |  |  |  |  |  |  |  |
| 27 |  | Ibrahim Bekakchi           | 18 | 0 | 0 | 0 | 18 | 0 | 0 | 0 |  |  |  |  |  |  |  |  |
|    |  |                            |    |   |   |   |    |   |   |   |  |  |  |  |  |  |  |  |
| 14 |  | Brahim Benzaza             | 24 | 1 | 2 | 1 | 24 | 1 | 2 | 1 |  |  |  |  |  |  |  |  |
| 15 |  | Messala Merbah             | 23 | 1 | 7 | 2 | 23 | 1 | 7 | 2 |  |  |  |  |  |  |  |  |
| 6  |  | Oussama Chita              | 14 | 0 | 2 | 0 | 14 | 0 | 2 | 0 |  |  |  |  |  |  |  |  |
| 8  |  | Kamel Belarbi              | 1  | 0 | 0 | 0 | 1  | 0 | 0 | 0 |  |  |  |  |  |  |  |  |
| 20 |  | Islam Merili               | 5  | 0 | 0 | 0 | 5  | 0 | 0 | 0 |  |  |  |  |  |  |  |  |
| 17 |  | Taher Benkhelifa           | 23 | 1 | 4 | 0 | 23 | 1 | 4 | 0 |  |  |  |  |  |  |  |  |
| 23 |  | Hamza Koudri               | 4  | 0 | 0 | 0 | 4  | 0 | 0 | 0 |  |  |  |  |  |  |  |  |
| 26 |  | Billel Benhammouda         | 30 | 7 | 4 | 0 | 30 | 7 | 4 | 0 |  |  |  |  |  |  |  |  |
|    |  |                            |    |   |   |   |    |   |   |   |  |  |  |  |  |  |  |  |
| 7  |  | Ismail Belkacemi           | 24 | 8 | 1 | 0 | 24 | 8 | 1 | 0 |  |  |  |  |  |  |  |  |
| 11 |  | Abdelkrim Zouari           | 21 | 2 | 2 | 0 | 21 | 2 | 2 | 0 |  |  |  |  |  |  |  |  |
| 13 |  | Hamed Belem                | 7  | 0 | 0 | 0 | 7  | 0 | 0 | 0 |  |  |  |  |  |  |  |  |
| 10 |  | Abderrahmane Meziane       | 21 | 5 | 2 | 0 | 21 | 5 | 2 | 0 |  |  |  |  |  |  |  |  |
| 18 |  | Aymen Mahious              | 24 | 8 | 0 | 0 | 24 | 8 | 0 | 0 |  |  |  |  |  |  |  |  |
| 9  |  | Kwame Opoku                | 18 | 1 | 1 | 0 | 18 | 1 | 1 | 0 |  |  |  |  |  |  |  |  |
| 24 |  | Ibrahim Chenihi            | 20 | 0 | 1 | 0 | 20 | 0 | 1 | 0 |  |  |  |  |  |  |  |  |
| 71 |  | Abderraouf Othmani         | 14 | 3 | 1 | 0 | 14 | 3 | 1 | 0 |  |  |  |  |  |  |  |  |
| 72 |  | Mohamed Ait El Hadj        | 12 | 2 | 1 | 0 | 12 | 2 | 1 | 0 |  |  |  |  |  |  |  |  |